# Nicky Hopkins

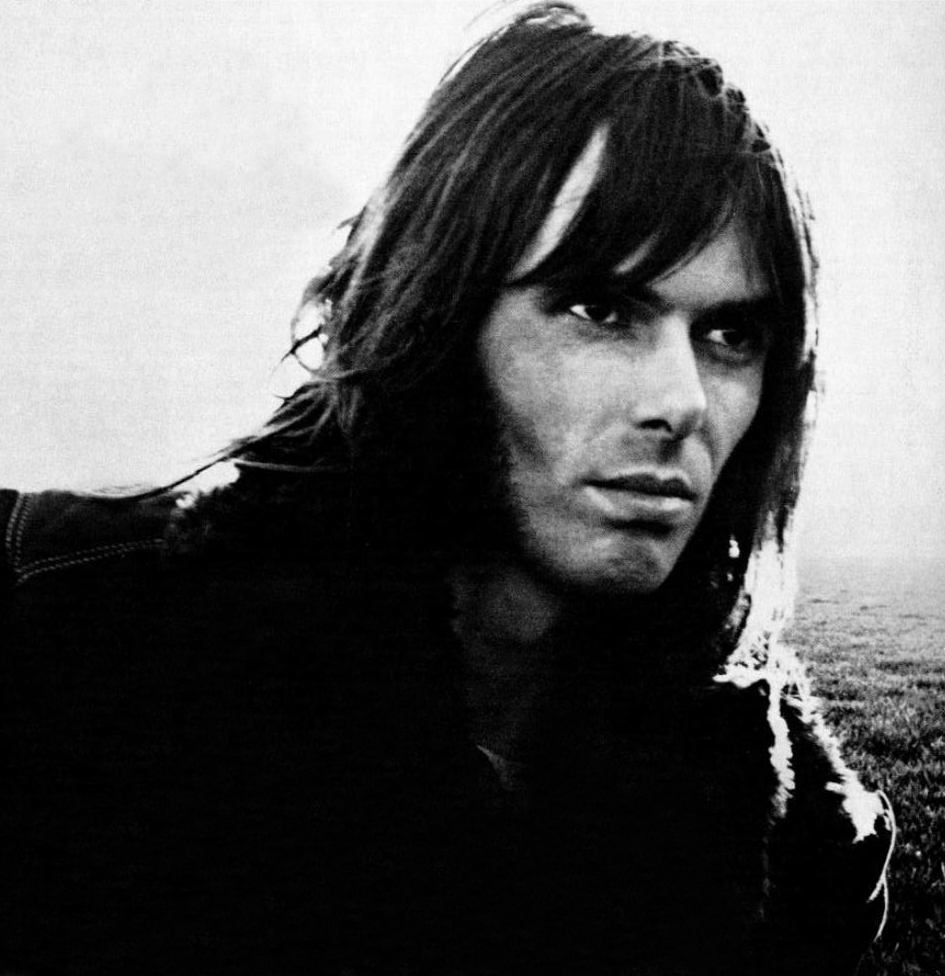
Nicky Hopkins 1973

Nicholas Christian „Nicky“ Hopkins (* 24. Februar 1944 in London, England; † 6. September 1994 in Nashville, Tennessee) war ein britischer Rockmusiker und Komponist. Er spielte Klavier, Orgel und Cembalo und war einer der meistbeschäftigten Sessionmusiker und gefragtesten Rock-Pianisten der Rock- und Rock-’n’-Roll-Ära in den 1960er und 1970er Jahren. Als Studio- und Live-Musiker war Hopkins vornehmlich in Großbritannien und den USA tätig. Er spielte mit den Großen der Rock- und Popszene, darunter The Beatles, The Who, The Rolling Stones, The Kinks, Dusty Springfield, Tom Jones, Graham Parker, Jerry García, Joe Cocker und Art Garfunkel. Er begleitete die Band Jefferson Airplane und nahm 1969 am legendären Woodstock-Festival teil.
Hopkins war als häufig ungenannter Begleitmusiker vieler Rockstars jener Zeit an unzähligen Titeln beteiligt. Er galt als zurückhaltend und introvertiert und war insofern prädestiniert, als Sideman seinen Kunden und Auftraggebern die Anerkennung seines musikalischen Schaffens mehr oder weniger zu überlassen. Einige wenige Soloprojekte von Hopkins blieben nicht zuletzt wegen der mangelnden Extrovertiertheit des Frontmannes relativ erfolglos, wohingegen ihm seine späteren Tätigkeiten als Komponist von Filmmusik mehr lagen. Zu seinen bekanntesten Werken zählt Edward, The Mad Shirt Grinder von Quicksilver Messenger Service.
Hopkins hatte von frühester Kindheit an massive gesundheitliche Probleme, die ihn sein ganzes Leben lang begleiteten und auch seine berufliche Karriere beeinträchtigten. Zudem hatte er nach anfänglicher Zurückhaltung mit Drogen-, Tabletten- und Alkoholsucht zu kämpfen. Er starb 1994 in Nashville im Alter von 50 Jahren an den Folgen der chronischen Darmerkrankung Morbus Crohn.

## Biografie

### Die Anfänge
Hopkins war das Jüngste von vier Geschwistern und hatte einen Bruder, Paul, und zwei Schwestern, Dee und Julia. Er entwickelte früh eine Sammelleidenschaft für nostalgische Dinge, insbesondere Blechdosen, die später neben seinem Klavierspiel zu einer Art Markenzeichen wurden. Es machten sich zudem immer wieder gesundheitliche Probleme bemerkbar. Gleichwohl fiel schon in früher Kindheit sein musikalisches Talent auf, das in seinem Elternhaus intensiv gefördert wurde. Er erhielt bereits im Vorschulalter Klavierunterricht und später eine klassische Klavierausbildung an der Royal Academy of Music. Darüber hinaus hatte Hopkins eine Begabung als Zeichner und Karikaturist und entwarf später das Schallplattencover für “Jamming with Edward!” 
Mit 16 Jahren gründete Hopkins zusammen mit dem Schlagzeuger Carlo Little und den Gitarristen Ricky Brown und Bernie Watson ihre erste Rock-’n’-Roll-Band mit dem Namen The Savages, zu der kurz darauf der Sänger David Sutch stieß, der später unter dem Namen Screaming Lord Sutch bekannt wurde. 1962 trat Hopkins mit Cliff Bennett & the Rebel Rousers im Hamburger Star-Club auf. Danach schloss er sich dem damals angesagten Blues-Musiker Cyril Davies und dessen Band Cyril Davies’ All Stars an, zu der unter anderem auch Long John Baldry gehörte.
Hopkins regelmäßige Auftritte in lokalen Clubs bescherten ihm schnell einen Ruf als exzellenter Begleitmusiker und führten zu vielen Studioarbeiten, bei denen er auch mit damals noch unbekannten Kollegen wie Eric Clapton, Jimmy Page und John Paul Jones zusammentraf.

### Weitere Entwicklung
Eine schwere Krankheit, die ihn beinahe das Leben gekostet hätte, unterbrach 1963 abrupt Hopkins’ Karriere für mehr als 1½ Jahre, doch 1965 war er wieder zurück in der Szene. Schnell sprachen sich seine Fähigkeiten als Pianist herum, und Hopkins erreichte sein Ziel, der am meisten beschäftigte Studiomusiker Londons zu werden, in kürzester Zeit. Zwischen den vielen Studioterminen nahm er trotz seines chronisch fragilen Gesundheitszustandes später auch zunehmend an Tourneen teil. Er arbeitete in der Regel mit den bekanntesten Bands und Interpreten, etwa den Beatles, David Bowie, Cat Stevens, den Kinks oder Fats Domino und veröffentlichte 1966 sein erstes Soloalbum, The Revolutionary Piano of Nicky Hopkins. Ray Davies schrieb zu dieser Zeit den Titel Session Man, von dem behauptet wurde, er sei Nicky Hopkins gewidmet. Tatsächlich war Davies von Hopkins inspiriert, dementierte jedoch explizit, den Song für ihn komponiert zu haben.
Nach einem Konzert mit Jefferson Airplane 1967 bezeichnete ihn der anwesende Komponist Karlheinz Stockhausen als „echten Musiker“ – wie er moduliere während seiner Soli, von einer Tonart in die nächste, bis er wieder bei C-Dur lande, der einzigen Tonart, die dem Rest der Band vertraut war ... Der sei ein echter Profi, schade, dass er der E-Musik nicht zur Verfügung stehe.
Zu den intensivsten Verpflichtungen gehörten seine um 1967 beginnenden Studio- und Live-Engagements bei den Rolling Stones, die ihn über die Jahre hinweg immer wieder an den Rand seiner physischen Belastbarkeit führten. Trotzdem findet sich eine der wenigen ausdrücklichen Würdigungen seiner musikalischen Beiträge auf der Rückseite des Schallplattencovers von Beggars Banquet und lautet: „We are deeply indebted to Nicky Hopkins and to many friends“ (deutsch: „Wir sind Nicky Hopkins und vielen Freunden zu tiefem Dank verpflichtet“). Sowohl bei den Stones als auch bei The Who stand Hopkins mehrfach als offizielles Bandmitglied zur Diskussion. Pete Townshend machte ihm Anfang der 1970er Jahre ein entsprechendes Angebot, das Hopkins jedoch nie annahm. Eine entsprechende Offerte der Rolling Stones ist indes nie vorbehaltlos bestätigt worden, obwohl die Zusammenarbeit bis 1981 andauerte.
Seine Arbeit für Revolution von den Beatles und die Aufnahmen für die Rolling Stones mehrten auch seinen internationalen Ruf. Um 1968 gründete Nicky Hopkins noch gemeinsam mit Jon Mark, Alun Davies, Harvey Burns und Brian Odgers die Band „Sweet Thursday“, deren gleichnamiges Album („Sweet Thursday“, 1969) wegen des Konkurses der Plattenfirma keinen Erfolg hatte. Nach einer Nordamerika-Tournee mit der Jeff Beck Group zog Hopkins 1969 nach Mill Valley (Kalifornien) in die San Francisco Bay Area, wo er seine erste Frau Dolly heiratete, Mitglied der Gruppe Quicksilver Messenger Service wurde und mit der Steve Miller Band und Jefferson Airplane spielte.
In den 1970er Jahren folgten zwei weitere wenig erfolgreiche Solo-Projekte. Hopkins setzte seine Arbeit für die Rolling Stones und nach der Auflösung der Beatles für Soloprojekte deren einzelner Mitglieder fort. Hierzu gehörte auch 1971 seine Mitwirkung an John Lennons Album Imagine. 1975 wirkte er an entscheidender Stelle mit beim Soundtrack zur Rockoper Tommy von The Who und wurde entsprechend namentlich auf dem Albumcover erwähnt. Nach weiteren Tourneen und Produktionen mit unter anderem Jerry Garcia und Joe Cocker begann sich sein Lebensstil und Verhalten Mitte der 1970er Jahre zusehends zu verändern und zeigte mit einer schnell voranschreitenden Wesensveränderung Anzeichen einer Suchterkrankung, ausgelöst durch übermäßigen Tabletten-, Alkohol- und Drogenkonsum, dem der Kettenraucher Hopkins trotz vielfältiger Anreize bis dahin immer erfolgreich aus dem Weg gegangen war. Seinem Klavierspiel und seiner musikalischen Ausdruckskraft tat dies erstaunlicherweise keinen nennenswerten Abbruch, jedoch sah sich Hopkins auch zunehmend mit einer sich rasant verändernden Musikwelt konfrontiert, an deren Produktionsweisen und Stilrichtungen er nur mit Mühe Anschluss finden konnte. Hilfe bei der erfolgreichen Bekämpfung seiner Drogensucht und Bewältigung seiner Probleme fand er während einer Entziehungskur bei Narconon, einer der Scientology nahestehenden Institution, ohne sich jedoch deren Philosophie und Glaubensgrundsätze zu eigen zu machen.

### Die späteren Jahre
Nach seiner Genesung arbeitete Hopkins weiter und begleitete Top-Acts der Rock- und Popszene, darunter Rod Stewart, Meat Loaf, Graham Parker, Nils Lofgren oder Julio Iglesias. 1982 trat er mit Terry & The Pirates, denen unter anderem auch John Cipollina, der frühere Gitarrist von Quicksilver Messenger Service, angehörte, im Rockpalast des WDR auf. Mit der Etablierung von Synthesizern und digitalen Effekten im sich wandelnden Produktionsalltag war jedoch seine konservative Haltung und Verbundenheit zum akustischen Instrument seiner Auftragslage hin und wieder abträglich und kosteten ihn sogar Jobs, beispielsweise bei John Lennon, der sein Comeback-Album Double Fantasy lieber mit einer frischen und unverbrauchten Band einspielen wollte. Zusehends fand Hopkins sich in der Situation eines musikalischen „Dinosauriers“ wieder, der sich vorhalten lassen musste, nicht mehr auf der Höhe der Zeit zu sein.
1986 ließen Hopkins und seine Frau Dolly sich scheiden, und er heiratete kurze Zeit später die Schottin Moira Buchanan. Er kehrte für einige Produktionen von Art Garfunkel, Jack Bruce und Gary Moore kurzzeitig zurück nach London, konnte sich jedoch nicht mit den zwischenzeitlich eingetretenen Veränderungen in der Musikbranche anfreunden und fuhr wieder nach Los Angeles. Dort erhielt er die Gelegenheit, Filmmusiken für eine japanische Produktionsfirma zu komponieren, und war mit dieser Tätigkeit nicht nur zufrieden, sondern auch erfolgreich. Wieder folgten Arbeiten für bekannte Künstler wie Paul McCartney, Roger Chapman, Joe Satriani, David Bowie, Albert Lee, The Jayhawks oder The Dogs D’Amour. Mit der Zeit überwand Hopkins auch seine Abneigung gegen digitale und elektronische Instrumentierungen und Produktionsarbeit, vertiefte sich in die neue Materie und war seitdem auf dem aktuellen Stand der Entwicklungen.
Erneute gesundheitliche Probleme und die berechtigte Angst vor einem Erdbeben in Kalifornien waren 1993 der Grund für einen Umzug nach Nashville. Hier war Hopkins schnell eingebunden in die lokale Musikszene und startete neue Kooperationen und Projekte mit Musikern wie Joe Walsh und Frankie Miller. Seine letzte Studioaufnahme machte Hopkins im Frühjahr 1994 zusammen mit dem britischen Singer-Songwriter Julian Dawson für ihre gemeinsame Komposition You’re Listening Now.
Am 6. September 1994 starb Hopkins nach einem Krankheitsschub an den Folgen des Morbus Crohn.

## Diskografie
Eine exakte Benennung sämtlicher Aufnahmen und Produktionen, an denen Hopkins beteiligt war, lässt sich schon deshalb nicht mehr eruieren, weil Studiomusiker insbesondere zu Beginn von Hopkins’ Karriere in der Regel nicht namentlich auf den Alben genannt wurden. Nachfolgend ein Auszug wichtiger Mitwirkungen.
- Aquarian Age: 10,000 Words In A Cardboard Box (1968)
- P. P. Arnold: First Lady of Immediate (1966)
- The Beatles: Revolution (1968)
- Jeff Beck: Blues De Luxe (1967), Morning Dew (1967), Truth (1968), Girl From Mill Valley(1969), Beck-Ola (1969)
- Ritchie Blackmore Orchestra: Little Brown Jug (1965)
- Marc Bolan: Jasper C. Debussy (1966/’67, veröffentlicht 1974)
- David Bowie: Can’t Help Thinking About Me (1966)
- Brewer & Shipley: Weeds (1971)
- Duncan Browne: Give Me Take You (1968)
- Jack Bruce: A Question of Time (1989)
- Belinda Carlisle: Belinda (1986)
- Joe Cocker: You Are so Beautiful (1974), I Can Stand a Little Rain (1974), Jamaica Say You Will (1975)
- The Creation: Painter Man (1966)
- Dave Davies: Death of a Clown, (1967)
- Julian Dawson: You’re Listening Now (1994)
- The Dogs D’Amour: Hurricane (1989), Trail of Tears (1989), Princes Valium (1989)
- Donovan: Barabajagal (1968)
- Dusty Springfield: Dusty… Definitely (1968)
- Family: Entertainment (1969)
- Fats Domino: Have You Seen My Baby (1969)
- Ella Fitzgerald: Ella (1969)
- Peter Frampton: Waterfall (1974)
- Jerry García Band: Let It Rock: The Jerry Garcia Collection, Vol. 2 (1975)
- Art Garfunkel: Breakaway (1975)
- Lowell George: Thanks I’ll Eat It Here (1979)
- Roy Harper: Folkjokeopus (1969)
- George Harrison: Give Me Love (Give Me Peace on Earth) (1973)
- Julio Iglesias: 1100 Bel Air Place (1984)
- “Jamming with Edward!”: Jamsession mit Ry Cooder, Mick Jagger, Bill Wyman und Charlie Watts (aufgenommen 1969, veröffentlicht 1972)[16]
- Jefferson Airplane: Volunteers (1969), Eskimo Blue Day (1969), Hey Fredrick (1969)
- The Kinks: You Really Got Me (1964), The Kink Kontroversy (1965), Rosie Won’t You Please Come Home (1966), Sunny Afternoon (1966), Face to Face (1966), Mr Pleasant (1967), Village Green(1968), Days (1968), Berkeley Mews (1968)
- Alexis Korner: Get Off My Cloud (1975)
- Albert Lee: Black Claw & Country Fever (1991)
- John Lennon: Jealous Guy (1971), Oh My Love (1971), Oh Yoko (1971), Happy Xmas (War Is Over) (1971)
- Mark-Almond: 73 (1973), Klavier auf Home To You
- Paul McCartney: That Day Is Done (1989)
- The Move: Wild Tiger Woman (1968)
- New Riders of the Purple Sage: Powerglide (1972)
- Harry Nilsson: Son of Dracula (1974)
- Quicksilver Messenger Service: Shady Grove, Edward (the Mad Shirt Grinder), Spindrifter
- The Rolling Stones: We Love You (1967), She’s a Rainbow (1967), Sympathy for the Devil (1968), No Expectations (1968), Street Fighting Man (1968), Gimme Shelter (1969), Monkey Man (1969), Moonlight Mile (1970), Sway (1971), Tumbling Dice (1972), Torn and Frayed (1972), Exile on Main Street (Album, 1972), Angie (1973), Time Waits for No One (1974), Fool to Cry (1976), Waiting on a Friend (1981)
- Joe Satriani: Extremist (1992)
- Carly Simon: No Secrets (1972)
- Ringo Starr: Ringo (1973), Goodnight Vienna (1974)
- Cat Stevens: Matthew and Son (1967)
- Rod Stewart: Footlose and Fancy Free (1977)
- Screaming Lord Sutch: Lord Sutch & Heavy Friends (1970)
- Sweet Thursday: Sweet Thursday (1969) (gemeinsam mit Jon Mark, Alun Davies, Brian Odgers und Harvey Burns)
- Joe Walsh: Robocop (Soundtrack) (1994)
- Jennifer Warnes: Jennifer Warnes (1977)
- The Who: My Generation (1965), The Ox (1965), The Song Is Over (1971), Getting in Tune (1971), How Many Friends (1975), Slip Kid (1975), They Are All in Love (1975), We’re Not Gonna Take It (Soundtrackversion, 1975)
- Bill Wyman: Stone Alone (1976)
- The Yardbirds: Little Games (1967)

## Soloprojekte und Filmmusik
Hopkins hatte Plattenverträge bei unterschiedlichen Firmen und veröffentlichte sein eigenes Material bei CBS und Mercury (US), seine Filmkompositionen bei Toshiba-EMI.
- The Revolutionary Piano of Nicky Hopkins (1966)
- The Tin Man Was a Dreamer (1973)
- No More Changes (1976)
- The Fugative (Soundtrack) (1992)
- Patio (Soundtrack) (1992)
- Namiki Family (1993)